# Саяджі Рао Гайквад II
Саяджі Рао Гайквад II (3 травня 1800 — 28 грудня 1847) — магараджа Вадодари.